# Bronzerygget eremit
Bronzerygget eremit (Glaucis aeneus) er en af de cirka 339 forskellige arter af kolibrier. Den minder meget om den noget større kanelbrystede eremit.